# Ratpenat d'Indiana
El ratpenat d'Indiana (Myotis sodalis) és una espècie de mamífer pertanyent a la família dels vespertiliònids.
Es troba a Nord-amèrica: des de l'est d'Oklahoma i Iowa fins a Michigan,
Nova York, Nova Anglaterra, el nord de Nova Jersey, el nord d'Alabama i Arkansas. Antigament, també n'hi havia una població al nord-oest de Florida.

## Descripció
Fa 41-49 mm de llargària total. Té una envergadura de 240-267 mm, pesa 5-11 g. Té el pelatge fi i esponjós de color gris castany, amb una porció basal negra al dors i menys brillant que el d'altres ratpenats similars (com ara, Myotis lucifugus). Les parts inferiors són de color canyella. El nas és rosa clar. Té les Potes petites amb pèls curts i escassos que no s'estenen més enllà dels dits dels peus. Les orelles i les membranes alars tenen una aparença opaca. No presenta dimorfisme sexual.

## Ecologia
Empra l'ecolocalització i la vista per orientar-se mentre vola. A més, té una oïda excel·lent i es comuniquen entre ells utilitzen el so.
Menja coleòpters, papallones nocturnes i d'altres insectes voladors.
Pot consumir fins a la meitat del seu pes corporal en insectes cada nit i, per tant, el seu paper en el control de les poblacions d'insectes és molt significativa. A més, té un paper essencial en els ecosistemes de les coves, ja que hi porta nutrients en forma de guano que altres formes de vida aprofiten.
Per a hibernar, prefereix coves de pedra calcària amb temperatures estables. A l'estiu, els boscos de ribera són els seus indrets preferits per a alimentar-se i dormir.
S'aparella a la tardor i les femelles emmagatzemen l'esperma durant tota la hibernació per esdevindre prenyades a finals del març o principis de l'abril. La gestació dura de 60 dies i té una sola cria a finals del juny o principis del juliol, la qual serà capaç de volar al cap d'un mes.
Les poblacions septentrionals migren cap a Alabama, Tennessee, Kentucky, Indiana, Missouri i Virgínia Occidental quan arriba l'hivern. Hom creu que la meitat de la població total d'aquesta espècie hiberna al sud d'Indiana.
A l'estiu, la femella ocupa un territori de, si fa no fa, 52 hectàrees. Una vegada ha tingut la seva cria, l'amplia fins a les 232.
Pot arribar a viure fins als 14 anys en estat salvatge.
Igual que tots els ratpenats, es considera un reservori potencial de malalties com la ràbia i la histoplasmosi.

## Estat de conservació
Ha desaparegut de la major part de la seva distribució històrica del nord-est dels Estats Units per diversos factors: l'activitat humana (incloent-hi el turisme i les estructures construïdes a les entrades de les coves per restringir-hi l'accés humà, ja que obstaculitzen el moviment dels ratpenats i els fluxos d'aire, les temperatures i els nivells d'humitat de l'interior), els desastres naturals, la caça furtiva, la pèrdua del seu hàbitat forestal i els plaguicides.